# Festival di San Sebastián 1965
La 13ª edizione del Festival internazionale del cinema di San Sebastián si è svolta a San Sebastián dal 3 al 12 giugno 1965.

## Selezione ufficiale

### Concorso
- Casanova '70, regia di Mario Monicelli
- Desarraigo, regia di Fausto Canel
- Háry János, regia di Miklós Szinetár
- La ragazza dell'Osaka Express (Kuro no chôtokkyu), regia di Yasuzō Masumura
- La congiuntura, regia di Ettore Scola
- La dame de pique, regia di Léonard Keigel
- 50.000 sterline per tradire (Masquerade), regia di Basil Dearden
- Megatón Ye-Ye, regia di Jesús Yagüe
- Mirage, regia di Edward Dmytryk
- Nadie oyó gritar a Cecilio Fuentes, regia di Fernando Siro
- L'ultimo omicidio (Once a Thief), regia di Ralph Nelson
- Operazione Crossbow (Operation Crossbow), regia di Michael Anderson
- Il manoscritto trovato a Saragozza (Rekopis znaleziony w Saragossie), regia di Wojciech Has
- Desna incantevole (Zacharovannaya Desna), regia di Yuliya Solntseva
- La mela d'oro (Zlatá reneta), regia di Otakar Vávra

### Fuori concorso
- Amleto (Gamlet), regia di Grigori Kozintsev
- Le avventure e gli amori di Moll Flanders (The Amorous Adventures of Moll Flanders), regia di Terence Young
- La preda nuda The Naked Prey, regia di Cornel Wilde

## Premi
- Concha de Oro:
  - Mirage regia di Edward Dmytryk
  - La mela d'oro (Zlatá reneta), regia di Otakar Vávra
- Concha de Plata al miglior regista: Mario Monicelli, per Casanova '70
- Concha de Plata alla migliore attrice: Lilli Palmer, per Operazione Crossbow (Operation Crossbow)
- Concha de Plata al miglior attore: Marcello Mastroianni per Casanova '70